# Furfenorex
Furfenorex (auch: Frugalan) ist ein Derivat und ein Prodrug von Methamphetamin, das in den 1960er Jahren entwickelt und medizinisch als Anorektikum bei Adipositas eingesetzt wurde. Furfenorex wird mittlerweile nicht mehr verwendet, da es ähnlich wie Methamphetamin ein hohes Suchtpotential besitzt.